# Unquestionable Presence
Unquestionable Presence è il secondo album della death metal band Atheist. Pubblicato nel 1991, esso presentò sonorità inedite e influenzate da elementi jazz e classicheggianti. Il disco è considerato come l'emblema del technical death metal.

## Tracce
1. Mother Man – 4:33
2. Unquestionable Presence – 4:06
3. Your Life's Retribution – 3:17
4. Enthralled in Essence – 3:37
5. An Incarnation's Dream – 4:52
6. The Formative Years – 3:30
7. Brains – 3:41
8. And the Psychic Saw... – 4:49

### Tracce bonus
1. Enthralled in Essence (demo 8/90)
2. The Formative Years (demo 8/90)
3. Unquestionable Presence (demo 8/90)
4. An Incarnation's Dream (demo 8/90)
5. Retribution (instrumental) (demo 8/90)
6. Brains (instrumental) (demo 8/90)
7. Enthralled in Essence (demo 1990)
8. Mother Man (drums & bass tracks)
9. And The Psychic Saw (Rhythm tracks)

## Formazione
- Kelly Shaefer (cantante, chitarrista)
- Rand Burkey (chitarrista)
- Tony Choy (bassista)
- Steve Flynn (batterista)